# 福夸商学院
富甲商学院（英語：Fuqua School of Business）是杜克大学的商学院，位于美国北卡罗莱那州德罕市，成立于1969年，以慈善家富甲命名。富甲商学院未供學士學位，而是以研究生为主，授予工商管理硕士学位（MBA）、計量管理碩士學位（Master of Quantitative Management）、管理碩士學位（Master of Management Studies）和博士（PhD）学位。

## 歷史

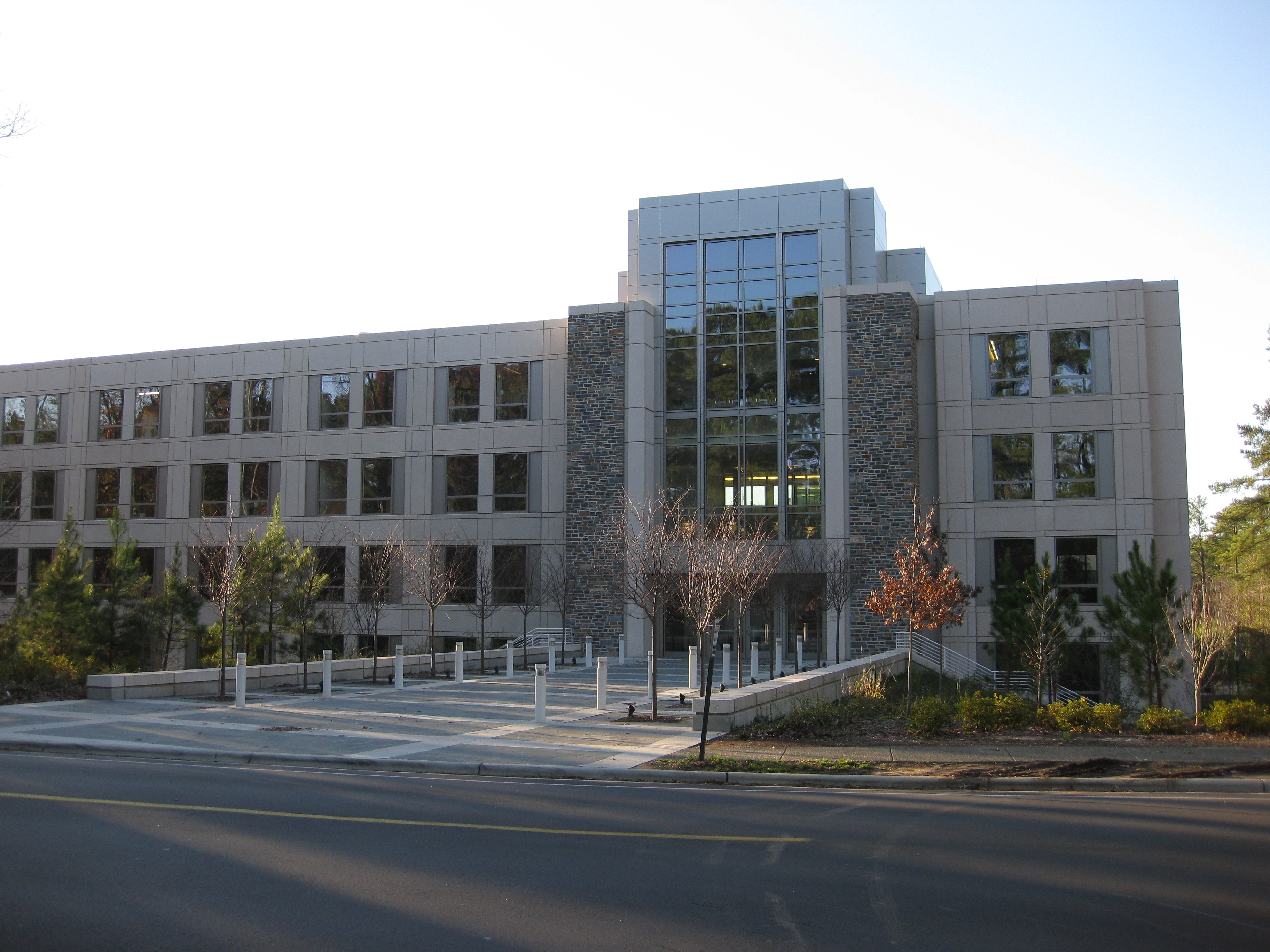
Breeden Hall

成立於1969年，福夸商學院的前身The Graduate School of Business於次年收取20位學生形成第一屆的班級。在1974年，杜克大學1953年的校友Thomas F. Keller成為了商學院首位院長。在接下來的三年內，他們成功募資到$24M的資金。其中有$10M來自商人暨慈善家J·B·Fuqua，因此商學院之後便以Fuqua命名。
J·B·Fuqua在維吉尼亞州的愛德華王子縣長大。他與杜克大學的關係是由從杜克大學圖書館借書所開始的。直到2006年4月5日他逝世為止，Fuqua累積捐贈給杜克大學$40M的資金。
在2008年9月，Fuqua在世界其餘城市也開始建立了辦公室，包括聖彼得堡、杜拜、上海/崑山、新德里以及倫敦。

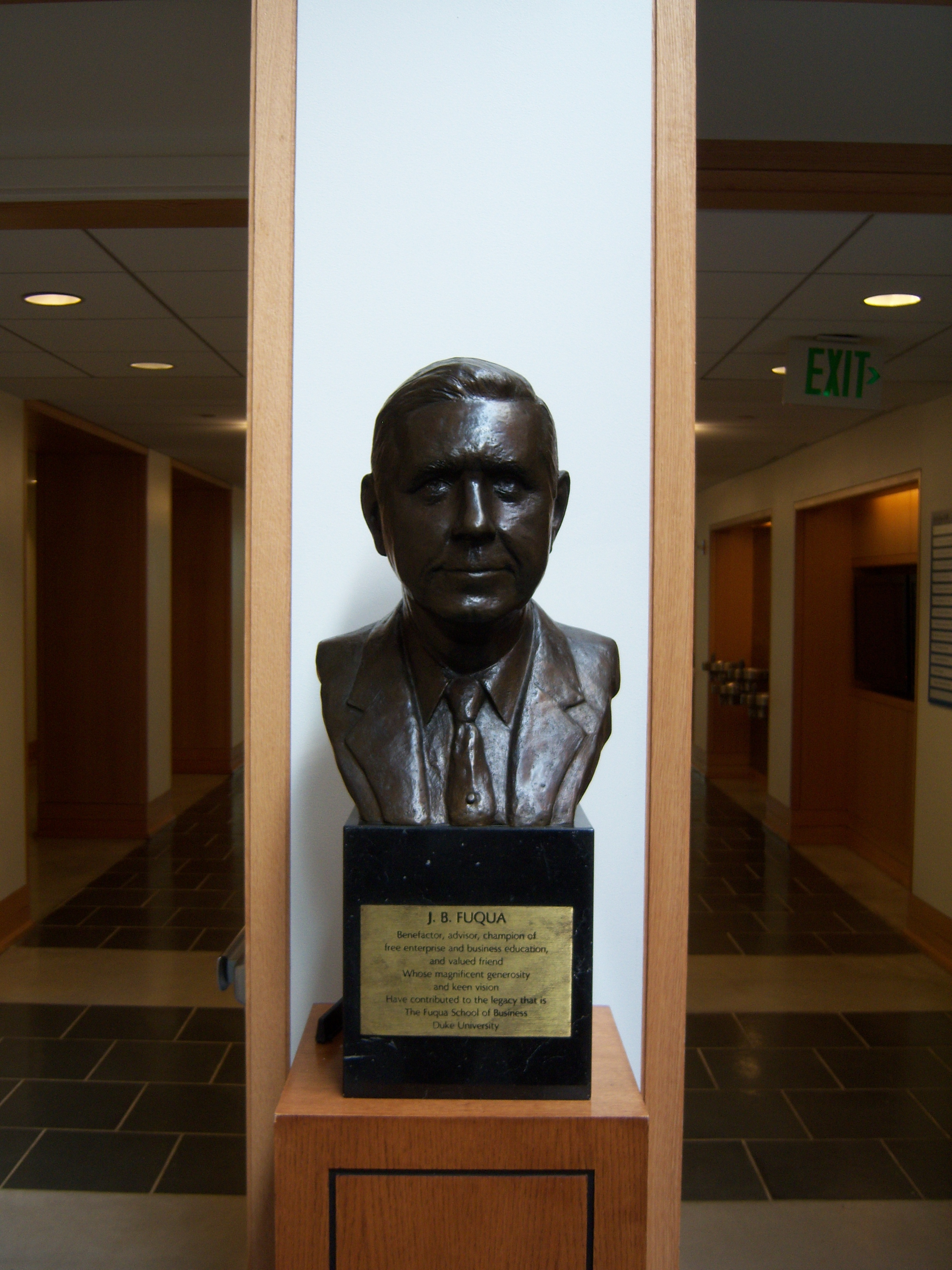
J.B. Fuqua的胸像

## 排名

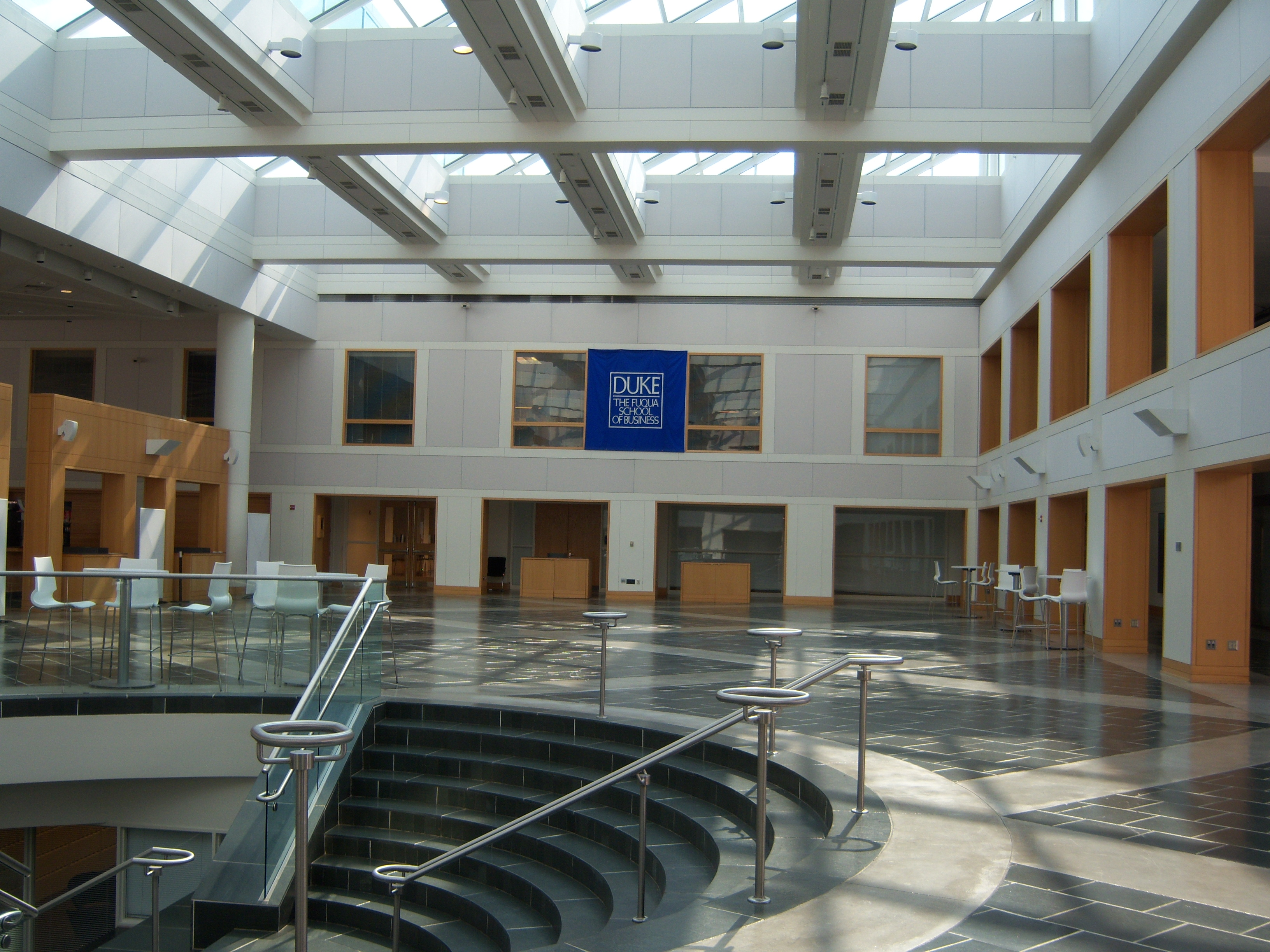
福克斯學生中心（Fox Student Center）

尽管福夸商学院的历史不长，但其排名却很朝前。2005, 2006, 2007年的《美国新闻与世界报道》的全美大学排行中，福夸商学院排名第11位。2014年的《商业周刊》的全美大学MBA排行中，福夸商学院更排名第1位。2006年《金融时报》将福夸的在职工商管理硕士排名第6位。

## 入学申请
福夸商学院的MBA项目入学竞争非常激烈。2025届，录取学生本科GPA（中位80%）在3.10-3.89，GMAT（中位80%）成绩在670-760。
計量管理碩士學位在2019年的班級為137人，其中42%為女性。中間80%的GMAT入學考試分數為640-750分。

## 學院建築
- The Fuqua/Coach K Center of Leadership & Ethics (COLE)
- Center for the Advancement of Social Entrepreneurship (CASE)
- Center of Entrepreneurship and Innovation (CEI)
- Center for Energy, Development and the Global Environment (EDGE)
- Center for Financial Excellence

## 知名校友
- 蒂姆·庫克，蘋果公司CEO

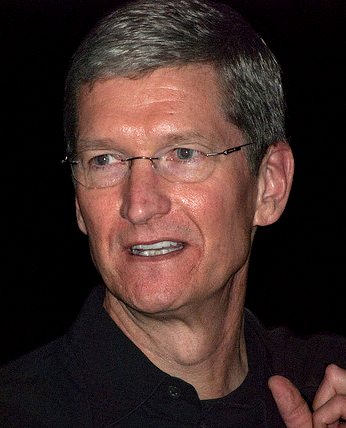
苹果公司CEO蒂姆·庫克

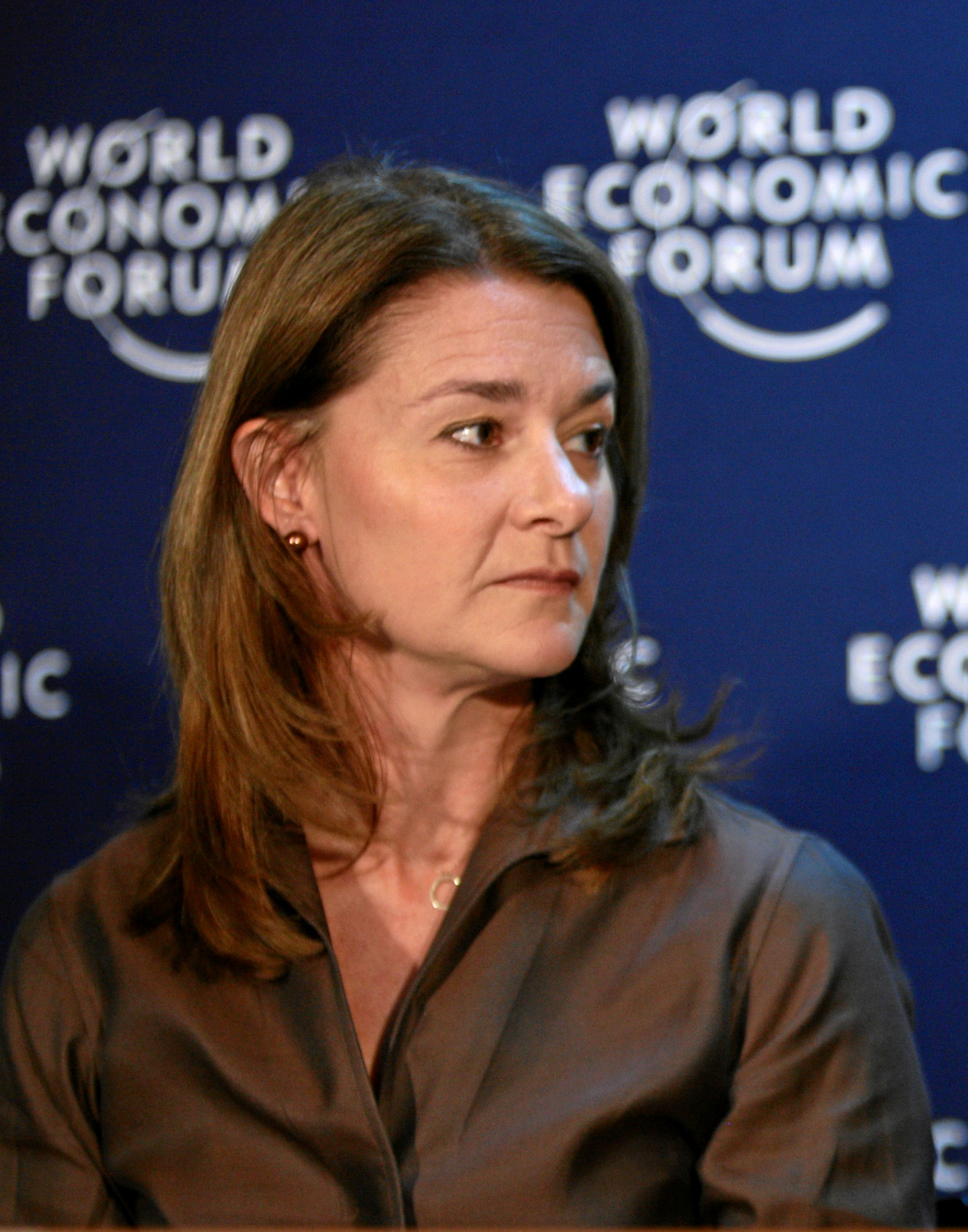
美琳達·蓋茨，比爾與美琳達·蓋茨基金會联合创始人

- 美琳達·蓋茨，比爾與美琳達·蓋茨基金會聯合創始人